# Малый Аркадак
Ма́лый Аркада́к — река в России. Протекает в Саратовской области (Ртищевский и Аркадакский районы). Длина реки составляет 41 км. Площадь водосборного бассейна — 278 км².
Устье — у села Крутец (в 31 км по правому берегу реки Большой Аркадак).

## Данные водного реестра
По данным государственного водного реестра России относится к Донскому бассейновому округу, водохозяйственный участок реки — Хопёр от истока до впадения реки Ворона, речной подбассейн реки — Хопер. Речной бассейн реки — Дон (российская часть бассейна).
Код объекта в государственном водном реестре — 05010200112107000005841.